# Музейно-краеведческий центр «Дом Позняковых»
Музейно-краеведческий центр «Дом Позняковых» — учреждение культуры исторического профиля города Тарусы. Расположен на улице Энгельса, д. 4 в памятнике архитектуры XIX века.
Филиал Калужского областного краеведческого музея.

## История
Краеведческий музей был организован в Тарусе ещё в 1919—1920 годах, основу музейных коллекций составили ценности из ближайших дворянских имений (в том числе коллекция Горчаковых произведений французской и фламандской живописи XVIII — начала XIX века и библиотека с большим числом редких книг). Музею был предоставлен второй этаж каменного здания на Калужской (Ленина) улице. Заведующей музеем стала учительница Л. А. Харитонова. В 1925 году музей и библиотеку перевели в дом Мейн на Кладбищенской улице (при советской власти — улица Розы Люксембург). До 1927 году библиотекой заведовала Е. В. Сахарова (урожденная Поленова). В музее устраивались выставки картин В. Д. Поленова, В. Д. Шитикова и других художников. В 1927 году Тарусский музей был переведён в Калугу.
Современный музей открыт в декабре 1988 года в бывшем доме купцов Позняковых. Инициаторами создания музея выступили местные энтузиасты-краеведы во главе с
Николаем Михайловичем Арутюновым (1917—2001), ставшим первым общественным директором музея. Созданием экспозиции занимались сотрудники Калужского областного краеведческого музея. 1 марта 1989 года музей как филиал вошёл в структуру Калужского областного краеведческого музея.
Ныне действующая экспозиция открыта в 1995 году.

## Экспозиция
В экспозиции представлены изделия современных народных художественных промыслов, изделия декоративно-прикладного искусства, изделия местных предприятий и работы художников из керамики, дерева, образцы уникальной калужской вышивки «цветная перевить».
В экспозиции отражена история и этнография Тарусы, сложившейся как город на рубеже XI и XII веков (первое упоминание о Тарусе в русских летописях относится к 1392 году). В тарусской земле обнаружено более 30 археологических памятников, представляющих все периоды освоения долины Оки человеком (от древностей каменного века до средневековых — орудия труда, предметы обихода, украшения, оружие и др.). Самые ранние относятся к 15 тысячелетию до нашей эры.
Воссоздан быт городских сословий Тарусы прошлого века — купечества, мещанства, крестьянства.
В литературной части экспозиции устроена выставка «Паустовский и Таруса», открытая в 1997 году к 105-летию со дня рождения писателя.
В экспозиции представлены также материалы, связанные с именами А. Сумарокова, А. П. Чехова, М. Цветаевой, К. Бальмонта, А. Толстого, В. Э. Борисова-Мусатова, Н. П. Крымова, Н. А. Заболоцкого, С. Т. Рихтера, известными жителями города — писателем А. К. Виноградовым, изобретателем П. М. Голубицким, академиком В. З. Власовым.
В собрании музея имеются экспонаты из коллекций Н. П. Ракицкого.
Музеем проводятся экскурсии «Таруса. История. Современность» (обзорная по городу с посещением памятных мест), памятные места К. Г. Паустовского, организована выставка «Паустовский и Таруса».
Проводятся тематические занятия «Калужский крестьянский народный костюм», «Самовары» и др.